# Alashanrödstjärt
Alashanrödstjärt (Phoenicurus alaschanicus) är en fåtalig tätting i familjen flugsnappare som är endemisk för Kina.

## Utseende och läten
Alashanrödstjärten är en tydligt tecknad rödstjärt i orange, grått och svart, med en kroppslängd på 14–16 cm. Hanen är grå på hjässa, nacke och halssidor, medan rygg, övergump och stjärt är starkt rostorange. Vingarna och skapularerna är svarta med vita inslag. Undersidan är rostorange, vitare på buken. Honan är enfärgat jordbrun, något mer beige under. Vingarna är brunsvarta med bleka spetsar på täckare, armpennor och tertialer. Övergumpen och stjärtsidorna är orangefärgade, stjärtmitten brunsvart. Lätena är okända.

## Utbredning
Alashanrödstjärten häckar enbart i nordcentrala Kina, i Qinghai, Gansu, Ningxia. Vintertid har den också observerats i södra Shaanxi, Shanxi, Hebei och Beijing.

## Systematik
Tidigare har den behandlats som underart till altajrödstjärten (Phoenicurus alaschanicus) och är systerart till denna. Den behandlas som monotypisk, det vill säga att den inte delas in i några underarter. 

### Släktestillhörighet
Alashanrödstjärt placeras vanligtvis i släktet Phoenicurus. DNA-studier visar att de tre avvikande rödstjärtarna strömrödstjärt (Chaimarrornis leucocephalus) samt två arter i Rhyacornis är inbäddade i Phoenicurus. De flesta har därför expanderat släktet till att omfatta dessa tre arter. Vissa har dock valt att behålla dem i sina släkten och istället dela upp Phoenicurus i två delar, där alashanrödstjärt och dess närmaste släktingar blåhätta, blåstrupig rödstjärt, altajrödstjärt och vitstrupig rödstjärt lyfts ut till det egna släktet Adelura.

### Familjetillhörighet
Rödstjärtarna ansågs fram tills nyligen liksom bland andra stenskvättor, stentrastar och buskskvättor vara små trastar. DNA-studier visar dock att de är marklevande flugsnappare (Muscicapidae) och förs därför numera till den familjen.

## Levnadssätt
Fågeln häckar på snårtäckta sluttningar med lösa stenar, i buskrika flodslätter i bergsbelägna barrskogar från 3 300 meters höjd till trädgränsen. Efter häckning rör den sig nedåt till cirka 2.000 meters höjd. Under hösten verkar den uteslutande leva på bär.

## Status och hot
Alashanrödstjärten tros ha en liten världspopulation på uppskattningsvis endast 6 000–15 000 vuxna individer. Den tros också minska i antal på grund av skogsavverkning. Internationella naturvårdsunionen IUCN kategoriserar den därför som nära hotad, men noterar att kunskapen om artens status är begränsad.

## Namn
Fågeln har fått sitt namn efter bergskedjan Ala Shan, eller Helanbergen, som ligger på gränsen mellan Inre Mongoliet och Ningxia i Kina.